# Ranko Despotović
Ranko Despotović (in serbo Ранко Деспотовић?; Loznica, 21 gennaio 1983) è un ex calciatore serbo, di ruolo attaccante.

## Carriera

### Club
Dopo aver giocato nel Girona, il 2 luglio 2011 si trasferisce per 700000 € all'Urawa Red Diamonds.

### Nazionale
Nel 2007 debutta con la Nazionale serba.

## Palmarès

### Individuale
- Capocannoniere della Coppa J. League: 1

2011: (4 gol)

## Statistiche

### Cronologia presenze e reti in nazionale
| Cronologia completa delle presenze e delle reti in nazionale ― Serbia | Cronologia completa delle presenze e delle reti in nazionale ― Serbia | Cronologia completa delle presenze e delle reti in nazionale ― Serbia | Cronologia completa delle presenze e delle reti in nazionale ― Serbia | Cronologia completa delle presenze e delle reti in nazionale ― Serbia | Cronologia completa delle presenze e delle reti in nazionale ― Serbia | Cronologia completa delle presenze e delle reti in nazionale ― Serbia | Cronologia completa delle presenze e delle reti in nazionale ― Serbia |
| Data                                                                  | Città                                                                 | In casa                                                               | Risultato                                                             | Ospiti                                                                | Competizione                                                          | Reti                                                                  | Note                                                                  |
| --------------------------------------------------------------------- | --------------------------------------------------------------------- | --------------------------------------------------------------------- | --------------------------------------------------------------------- | --------------------------------------------------------------------- | --------------------------------------------------------------------- | --------------------------------------------------------------------- | --------------------------------------------------------------------- |
| 24-11-2007                                                            | Belgrado                                                              | Serbia                                                                | 1 – 0                                                                 | Kazakistan                                                            | Qual. Euro 2008                                                       | -                                                                     |                                                                       |
| 28-5-2008                                                             | Burghausen                                                            | Russia                                                                | 2 – 1                                                                 | Serbia                                                                | Amichevole                                                            | -                                                                     | 46’                                                                   |
| 3-6-2011                                                              | Seul                                                                  | Corea del Sud                                                         | 2 – 1                                                                 | Serbia                                                                | Amichevole                                                            | -                                                                     | 76’                                                                   |
| 7-6-2011                                                              | Melbourne                                                             | Australia                                                             | 0 – 0                                                                 | Serbia                                                                | Amichevole                                                            | -                                                                     | 65’                                                                   |
| Totale                                                                |                                                                       | Presenze                                                              | 4                                                                     |                                                                       | Reti                                                                  | 0                                                                     |                                                                       |